# Tuxedo nicholi
Tuxedo nicholi är en insektsart som först beskrevs av Knight 1929.  Tuxedo nicholi ingår i släktet Tuxedo och familjen ängsskinnbaggar. Inga underarter finns listade i Catalogue of Life.